# Per Anhalter durch die Galaxis
Per Anhalter durch die Galaxis, Originaltitel The Hitchhiker’s Guide to the Galaxy, auch Per Anhalter ins All, abgekürzt HHGTTG, HHGG oder H2G2, ist das bekannteste Werk des britischen Schriftstellers Douglas Adams. Es handelt sich um eine Mischung aus Komödie, Satire und Science-Fiction, die zunächst als Hörspielserie vom BBC-Radio ausgestrahlt wurde. Im Anschluss entwickelte der Autor das Werk zu einer Serie von zunächst drei Romanen weiter, denen er später noch zwei weitere folgen ließ. Außerdem wurde der Stoff als Fernsehserie, Computerspiel, Comic, Musical, Theaterstück und als Kinofilm umgesetzt. Per Anhalter durch die Galaxis ist dabei gleichzeitig der Titel des ersten Buches und der Name der Serie. Die Geschichte erlangte schon früh Kultcharakter, wobei der charakteristische Humor des Autors besonderen Anklang fand.

## Entstehungsgeschichte
Adams entwickelte die ursprünglich im Jahr 1978 als Hörspielserie für die BBC geschriebene Geschichte weiter. Es entstand eine Romanreihe, deren fünf Teile in den Jahren 1979 bis 1992 erschienen. Außerdem wurde 1981 von der BBC eine Fernsehserie produziert, die später in stark gekürzter Form ins Deutsche übersetzt und ausgestrahlt wurde. In Zusammenarbeit mit Douglas Adams erfolgte 1984 eine Umsetzung der Geschichte für ein Computerspiel.
Die grundsätzliche Idee zu seiner Geschichte hatte Adams nach eigenen Angaben, als er 1971 betrunken bei Innsbruck in einem Acker lag, das Buch Per Anhalter durch Europa las und sein Blick auf den Sternenhimmel fiel.
Obwohl die verschiedenen Adaptionen die gleiche Handlung wiedergeben, gibt es doch zahlreiche Unterschiede. In einzelnen Punkten widersprechen sich Darstellungen sogar. So hat das Raumschiff „Heart of Gold“ im Buch die Form eines Sportschuhs. Im Kinofilm ist es dagegen kugelförmig. Im Buch verhält sich Trillian neutral gegenüber Arthur. Im Kinofilm werden die beiden Protagonisten ein Liebespaar.

## Handlung
Die Geschichte, die allen Versionen zugrunde liegt, sind die Abenteuer des Briten Arthur Dent, der mit knapper Not und mit Hilfe seines Freundes Ford Prefect der totalen Zerstörung des Planeten Erde durch eine außerirdische Rasse namens Vogonen entgeht.
Zu Beginn wacht Arthur von lauten Maschinengeräuschen auf und tritt, in seinen Bademantel gekleidet, aus seinem Haus. Dort erwartet ihn eine kleine Armada von Bulldozern. Ein Bauarbeiter namens Prosser, mit einer unerklärlichen Vorliebe für Pelzhüte (laut Erzähler ein Nachfahre Dschingis Khans), eröffnet ihm, dass sein Haus zum Bau einer Umgehungsstraße abgerissen werden soll. Auf Dents Protest, dass ihm niemand davon erzählt habe, erklärt ihm Prosser, dass die Pläne schon seit mehreren Monaten in einem Keller des Bauamtes ausgelegen hätten, kein Einspruch erhoben worden sei und daher nun der Abriss anstehe. Arthur entscheidet, sich vor den Bulldozern in den Schlamm zu werfen, um den Weg zu seinem Haus zu blockieren. Nach einigem Hin und Her trifft sein Freund Ford ein und überzeugt Prosser, sich an Arthurs statt in den Schlamm zu setzen, und nimmt Arthur mit in einen Pub (wo er schmerzlich einen pangalaktischen Donnergurgler vermisst).
Zu Arthurs Verblüffung offenbart sein Freund Ford sich ihm dort als außerirdischer Besucher, der nicht aus Guildford, sondern von einem Planeten (Beteigeuze 7) in der Nähe von Beteigeuze (en. Betelgeuse) stammt. Er stellt sich als Journalist der Redaktion des intergalaktischen Reiseführers „Per Anhalter durch die Galaxis“ vor, der nach eigenen Angaben als erfahrener Weltraum-Tramper per Anhalter zur Erde gelangt ist und zu dessen Unglück sich für einige Jahre keine Weiterreisemöglichkeit ergeben hat. Der Reiseführer „Per Anhalter durch die Galaxis“, so erklärt Ford, ist ein Konkurrenzprodukt zur „Encyclopaedia Galactica“. Laut Ford ist der Reiseführer trotz seines geringeren Umfangs, seiner Verkürzungen, Lücken und Ungenauigkeiten beliebter als die Encyclopaedia, weil er zwei Vorteile hat: Erstens ist er billiger und zweitens stehen die Worte „Keine Panik!“ (en. „Don’t Panic!“) auf dem Umschlag. Im Verlauf des Romans werden immer wieder Einträge aus dem Reiseführer zitiert, die Bestandteile der Welt erläutern.
Wie sich herausstellt, ist auch Ford furchtbar frustriert mit seiner Situation. Nach jahrelangem Recherchieren und Schreiben von Artikeln für den Reiseführer über die Erde hat er kürzlich Nachricht von der Redaktion erhalten, die ihm mitteilte, dass seine umfangreiche Arbeit über die Erde auf die Formulierung „größtenteils harmlos“ (en. „mostly harmless“) gekürzt wurde.
Daraufhin taucht eine bulldozerähnliche gelbe Weltraumflotte der Vogonen – einer hyper-aggressiven Alien-Rasse – auf und gibt den Erdenbewohnern bekannt, dass die Erde für den Bau einer galaktischen Hyperraum-Umgehungsstraße abgerissen wird. Als dann allgemeine Panik ausbricht, beschwert sich der Sprecher der Vogonen, Prostetnic Vogon Jeltz vom galaktischen Hyperraum-Planungsrat, über die Sprecheranlage des Vogonen-Flaggschiffs, dass die Pläne dafür schon seit Jahrzehnten im nur vier Lichtjahre entfernt gelegenen (Sternensystem) Alpha Centauri ausgelegen hätten und kein Einspruch erhoben worden sei. Arthur, dessen Haus nun doch abgerissen wird, greift sich – Fords vorheriger Erklärung folgend –, den angeblich nützlichsten Gegenstand des Universums aus den Trümmern seines Hauses – ein Handtuch (en. Towel). Ford nutzt die Gelegenheit und bringt Arthur und sich mittels „Subraum-Äther-Winker“ (en. Sub-Etha-Sens-O-Matic), einer Art elektronischem Daumen für Tramper, sozusagen per Anhalter an Bord eines der Vogonen-Raumschiffe. Dort überreicht ihm Ford einen Babelfisch, der, wenn man ihn sich ins Ohr steckt, dem Benutzer das Verstehen aller Sprachen erlaubt.
Vogonen zeichnen sich jedoch nicht durch besondere Gastfreundlichkeit aus, und so werden Arthur und Ford durch eine Luftschleuse ins All befördert. Anstatt im Weltraum umzukommen, werden die beiden aber in letzter Sekunde vom Raumschiff Herz aus Gold gerettet. Die Herz aus Gold verfügt als erstes Raumschiff über einen unendlichen Unwahrscheinlichkeits-Drive und kann damit an jeden Ort und in jede Zeit gelangen, wenn man genau berechnen kann, wie unwahrscheinlich es ist, sich dort zu befinden.
Dort treffen Arthur und Ford die anderen Hauptfiguren der Geschichte: Zaphod Beeblebrox, den zweiköpfigen Halbcousin von Ford und zeitweise gewählten Präsidenten der Galaxis, und Tricia McMillan (genannt „Trillian“), die nun einzige überlebende menschliche Frau, welche zusammen das Raumschiff gestohlen haben. Arthur ist gegenüber Zaphod erst einmal kritisch eingestellt, da er Trillian und Zaphod bereits bei einer Hausparty in Islington kennengelernt hat, auf der dieser es vor Arthur schaffte, Trillian von sich zu überzeugen und mit ihm zu kommen. Mit an Bord ist außerdem Marvin, ein depressiver, suizidaler, aber auch hochintelligenter Roboter. Es ergibt sich, dass Zaphod das Raumschiff gestohlen hat, um den sagenumwobenen Planeten Magrathea zu finden, auf dem ein Volk leben soll, das Planeten nach Wunsch baut und daher unermesslich reich ist. Auch für Arthur stellt sich dies als attraktives Reiseziel dar, da er ja gerade erst seinen eigenen Planeten verloren hat.
Auf Magrathea treffen sie auf Slartibartfaß, der Bewohner des Planeten ist. Wie sich herausstellt, liegt der Rest der Bevölkerung für unbestimmte Dauer im Kälteschlaf, da sich aktuell keiner mehr das Bauen von Planeten leisten kann. Slartibartfaß, der somit der einzige wache Bewohner des Planeten ist, erklärt ihnen, dass die Erde in Wahrheit ein Supercomputer mit organischen und anorganischen Komponenten war, den sein Volk für einen Auftraggeber gebaut hatte, um die Frage nach dem „Sinn des Lebens, dem Universum und dem ganzen Rest“ zu finden. Die Antwort auf die Frage sei bereits bekannt; sie laute „42“ und war nach 7,5 Mio. Jahren Rechenzeit von dem Supercomputer Deep Thought errechnet worden, der sich allerdings außerstande sah, die zugrundeliegende Frage zu errechnen, was die Antwort komplett nutzlos werden ließ. Slartibartfaß bekundet, dass die Menschen nur die drittintelligenteste Lebensform auf dem Planeten Erde waren – hinter den Delfinen und den Mäusen. Letztere entpuppen sich als die eigentlichen hyperintelligenten Auftraggeber, die die Erde nach einem Design von Deep Thought bauen ließen, um nun durch die höhere Rechenkapazität auch die richtige Frage zur letzten Antwort zu finden.
Da die Vogonen die Erde aber ausgerechnet fünf Minuten vor Ablauf des 10 Millionen Jahre dauernden Programms zerstört haben, scheinen deren Pläne nun erneut fruchtlos. Nachdem Slartibartfaß die Gruppe mit einer Gruppe von Mäusevertretern bekannt gemacht hat, versuchen diese Arthur dazu zu überreden, sein Gehirn zu spenden, um aus diesem den Rechenfortschritt der Erde entnehmen zu können. Dafür sei aber erforderlich, dass sie Arthurs Gehirn entnehmen und (irreparabel) in Scheiben schneiden. Nachdem Arthur abgelehnt hat, versuchen die Mäuse, ihm das Gehirn mit Gewalt zu entnehmen. Genau in diesem Moment trifft allerdings die galaktische Polizei auf der Suche nach Zaphod ein, deren vernetzte Einheiten aber versterben, nachdem Marvin den Bordcomputer des gegen fast alles gesicherten Polizeiraumschiffs von Blagulon Kappa mit seiner depressiven Art in den Wahnsinn und Suizid getrieben hat. In der entstehenden Verwirrung können Arthur, Ford, Zaphod und Trillian zur Herz aus Gold flüchten und beschließen, erst einmal etwas essen zu gehen, wodurch Adams zum zweiten Teil der Romanreihe, Das Restaurant am Ende des Universums, überleitet.

### Hörspielserie
The Hitchhiker’s Guide to the Galaxy wurde zuerst in zwei Staffeln als Hörspielserie für die BBC geschrieben. Die erste Folge lief am 8. März 1978 bei BBC Radio 4. Nach der Produktion der Hörspielserie brachte Adams die Geschichte in Romanform, wodurch die ersten beiden Bände entstanden.
| Rolle                  | Sprecher          |
| ---------------------- | ----------------- |
| Arthur Dent            | Simon Jones       |
| Ford Prefect           | Geoffrey McGivern |
| Prosser                | Billie Wallis     |
| Prostetnic Vogon Jeltz | Billie Wallis     |
| Trillian               | Susan Sheridan    |
| Zaphod Beeblebrox      | Mark Wing-Davey   |
| Marvin                 | Stephen Moore     |
| Slartibartfast         | Richard Vernon    |
| Roosta                 | Alan Ford         |
| Gargravarr             | Valentine Dyall   |
| Ronald Baddiley        |                   |
| Bird 2                 | John Baddely      |
| Footwarrior            | John Baddely      |
| The Wise Old Bird      | John Le Mesurier  |
| Lintilla               | Rula Lenska       |
| Hig Hurtenflurst       | Marc Smith        |
| Waiter                 | Anthony Sharp     |

In den folgenden Jahrzehnten schrieb er noch drei weitere Bücher, auf deren Grundlage nach seinem Tod wiederum drei weitere Staffeln der Hörspielserie produziert und in den Jahren 2004 und 2005 ausgestrahlt wurden. Viele Sprecher der ursprünglichen Serie konnten dafür wieder verpflichtet werden. Die Titelmusik ist das Eagles-Stück Journey of the Sorcerer.
Unter dem Titel Per Anhalter ins All wurde 1981/82 eine deutsche Hörspielvariante vom BR, SDR und WDR unter Regie von Ernst Wendt produziert, die die sechs Folgen der ersten englischen Radioserie umfasst. 1990/91 wurden dann vom BR und SWF weitere Teile unter Regie von Hartmut Kirste aufgenommen, die den Inhalt des dritten und vierten Buches umfassen. Die Titelmusik stammt von Frank Duval.

### Roman
Später entwickelte Adams daraus einen Roman, den er in mehreren Bänden fortsetzte (englisch Originaltitel in Klammern):
- Per Anhalter durch die Galaxis (The Hitchhiker’s Guide to the Galaxy), ISBN 3-453-14697-2. Die englische Ausgabe dieses Buches erschien 1979. Die deutsche Übersetzung wurde 1981 herausgegeben.
- Das Restaurant am Ende des Universums (The Restaurant at the End of the Universe), 1980/1983, ISBN 3-453-14698-0.
- Das Leben, das Universum und der ganze Rest (Life, the Universe, and Everything), 1982/1984, ISBN 3-453-14605-0.
- Macht’s gut, und danke für den Fisch (So Long and Thanks for All the Fish), 1984/1985, ISBN 3-453-14606-9.
- Einmal Rupert und zurück (Mostly Harmless), 1992/1993, ISBN 3-453-08230-3.

Obwohl es am Ende fünf Bände waren, wurde das Gesamtwerk sowohl im englischen Original als auch in der deutschen Übersetzung durchgängig als Trilogie bezeichnet.
Die ersten vier Teile wurden von Benjamin Schwarz ins Deutsche übersetzt, der fünfte Teil von Sven Böttcher.
Zur Anhalter-Serie zählt ferner die Kurzgeschichte Der junge Zaphod geht auf Nummer sicher (Originaltitel „Young Zaphod Plays it Safe“), die als Verbindungsstück zwischen dem 4. und dem 5. Band angesehen werden kann. Die Geschichte liegt in zwei etwas unterschiedlichen Versionen vor und ist in verschiedenen Sammelbänden erschienen, u. a. im Nachlassband Lachs im Zweifel (The Salmon of Doubt), ISBN 3-453-40045-3.
Im Oktober 2009 erschien mit der Erlaubnis von Douglas Adams’ Witwe eine von Eoin Colfer geschriebene Fortsetzung unter dem Titel:
- Und übrigens noch was … (And Another Thing …), ISBN 978-3-453-26640-7.

### Fernsehserie
Aufgrund der hohen Beliebtheit des Hörspiels wurde 1981 eine sechsteilige Fernsehserie produziert, in der die meisten Akteure des Hörspiels mitspielten (Ausnahmen: David Dixon als Ford Prefect und Sandra Dickinson als Trillian). Die Serie basiert auf den sechs Folgen der ersten Radioserie, welche grob den Inhalt der ersten beiden Bücher (Per Anhalter durch die Galaxis und Das Restaurant am Ende des Universums) umfasst. Geplant war eine zweite Serie auf Grundlage von Douglas Adams’ Projekt Doctor Who and the Krikkitmen, die aber wegen verschiedener Probleme nicht verwirklicht wurde. Aus dem Projekt wurde später Band drei Das Leben, das Universum und der ganze Rest.
Die Serie ist auf zwei DVDs im Handel erhältlich.

### Kinofilm
1997 unterschrieb Douglas Adams einen Vertrag bei Disney/Spyglass mit dem Ziel, die Romanserie als Kinofilm umzusetzen. Regie sollte Jay Roach führen. Adams meinte 2001, dass er sich Hugh Laurie oder Hugh Grant für die Hauptrolle Arthur Dent gut vorstellen könnte.
Im Oktober 2003 wurde das Filmprojekt begonnen. Verfilmt wurde der Bestseller Hitchhiker’s Guide to the Galaxy von Regisseur Garth Jennings. Das von Douglas Adams geschriebene Drehbuch wurde von Karey Kirkpatrick bearbeitet, der unter anderem durch den Animationsfilm Chicken Run – Hennen rennen bekannt ist. Die Hauptrolle als Arthur Dent spielt Martin Freeman. Ford Prefect wird von Mos Def umgesetzt. Sam Rockwell spielt Zaphod Beeblebrox und in der Rolle der Trillian sieht man Zooey Deschanel. Im englischen Original leiht der britische Schauspieler Alan Rickman dem depressiven Roboter Marvin seine Stimme. Helen Mirren spricht den Super-Computer „Deep Thought“. Stephen Fry ist der Erzähler, der den Film begleitet. In der Rolle des Slartibartfaß ist Bill Nighy zu sehen.
Für die Kinoversion fügte Douglas Adams eine neue Figur in die Handlung ein: Humma Kavula, den geistigen Führer der Jatravartiden. Er verlor die Wahl zum Präsidenten der Galaxis gegen Zaphod Beeblebrox. Die Rolle wurde von John Malkovich gespielt.
Filmstart in Deutschland, Österreich und der Schweiz war der 9. Juni 2005.

### Musical
Die Musik des Musicals ist auf CD erhältlich: MäGäDäm: Don’t Panic. Produziert von MäGäDäm (Andrea Bongers, Jo Jacobs) und Tim Brettschneider. Hamburg 1997.

### Theater
Das Linzer Theater Phönix setzte den Stoff der ersten beiden Bücher 2001 als Theaterstück um. Regie führten Stefan Kurowski und Jürgen Heib.
Unter der Regie von Eike Hannemann führte das Theater Erlangen in der Spielzeit 2023/2024 ein Live-Hörspiel mit dem Inhalt des ersten Bandes auf. Alle Rollen und die Geräuscherzeugung wurden von nur zwei Schauspielern übernommen.

### Weitere Medien
Das Thema wurde auch in ein Textadventure-Computerspiel von der Firma Infocom umgesetzt (The Hitchhiker’s Guide to the Galaxy). Letzteres wurde vom Autor für die Öffentlichkeit freigegeben und kann daher online gespielt werden. Weiterhin wurden die ersten drei Anhalter-Bücher als Comics umgesetzt.
Anspielungen auf die Geschichte können auch immer wieder in verschiedensten Computerspielen (z. B. dient Marvin als Cheatcode in Gothic) oder Serien (z. B. Futurama) gefunden werden.

## Trivia

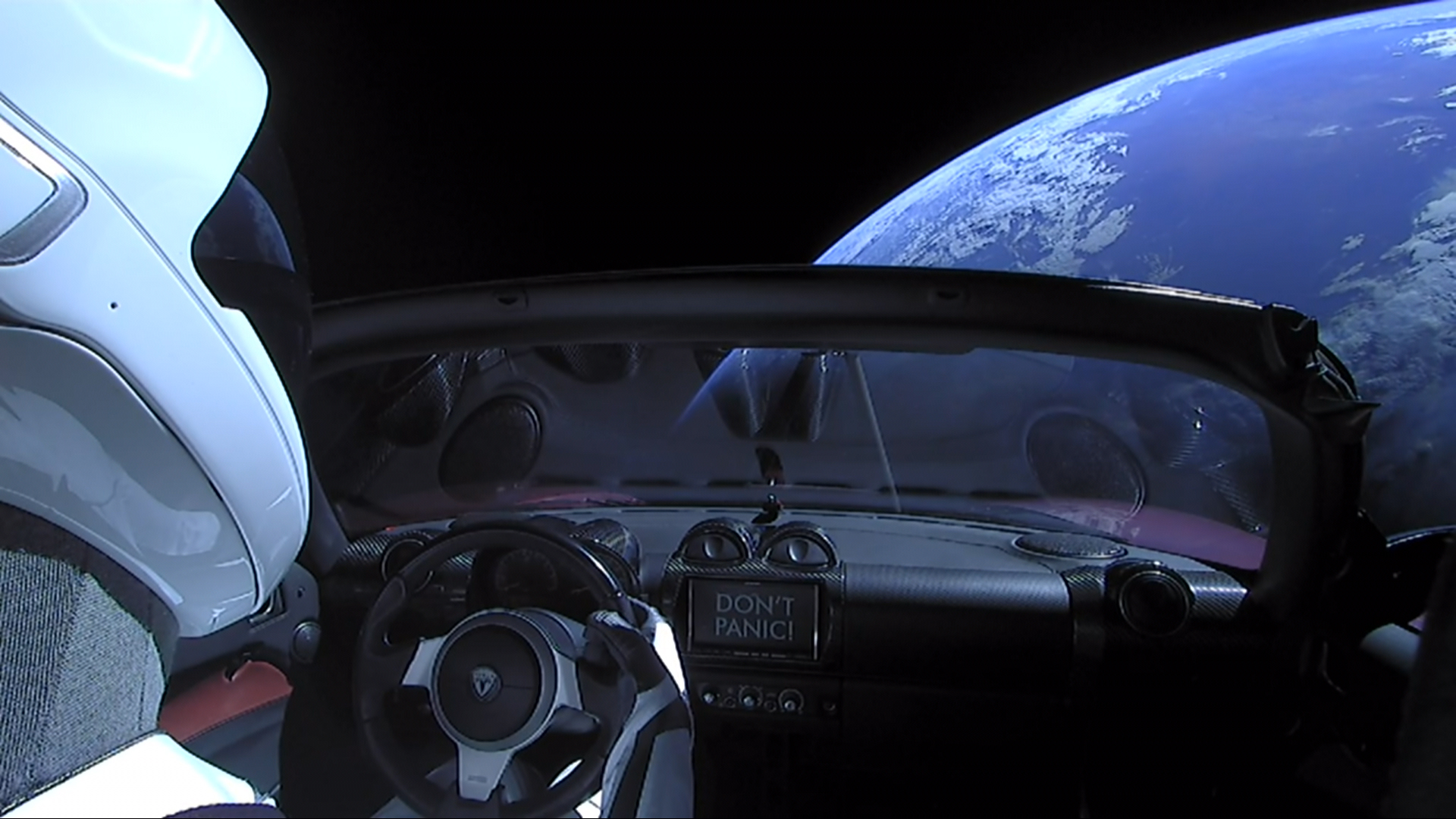
Don’t Panic beim Erstflug der Falcon-Heavy-Rakete (Foto von 2018)

- Beim Erstflug der Falcon-Heavy-Rakete des US-amerikanischen Raumfahrtunternehmens SpaceX prangte der Spruch Don’t Panic (Keine Panik) auf dem Armaturenbrett des Elektrosportwagens, der am 6. Februar 2018 im Rahmen der Falcon Heavy Demonstration Mission als Nutzlast in den Weltraum befördert wurde. Im Handschuhfach des Fahrzeugs befinden sich ein Exemplar des Anhalters durch die Galaxis und ein Handtuch.[4] Der Roadster bewegt sich seitdem auf einer Umlaufbahn um die Sonne zwischen Erdorbit und etwas außerhalb des Marsorbits.
- Ford Prefect ist auch der Name eines gleichnamigen Auto-Modells des US-amerikanischen Automobilherstellers Ford (kurz für: Ford Motor Company), das von 1938 bis 1961 produziert wurde. Douglas Adams spielt im Buch darauf an, dass Ford Prefect wegen schlampiger vorbereitender Recherchen davon ausging, dass Autos die dominierende Lebensform auf dem Planeten Erde seien, von denen Autos der Marke Ford die vorherrschende Art darstellen.[5] Ford Prefect dachte also bei seiner Ankunft, dass Ford Prefect ein üblicher und für eine Legende geeigneter Tarnname sei, während es in Großbritannien eigentlich nur ein (früher) weitverbreitetes Auto-Modell darstellte.
- Weltweit wird seit dem Tod von Douglas Adams am 11. Mai 2001 am 25. Mai der sog. Handtuch-Tag (en. Towel Day) zelebriert, an dem sich Fans mit Handtüchern treffen. Das Datum an sich hat dabei keine besondere Bedeutung. Entsprechend finden sich auch am Geburtstag (11. März 1952) und Todestag von Douglas Adams Fan-Treffen in ähnlicher Art.
- Die im Buch erwähnte Encyclopaedia Galactica ist wohl Anspielung auf eine reale Enzyklopädie, die Encyclopædia Britannica.
- Die Formulierung, die Ford im ersten Buch zur Beschreibung der Erde im Reiseführer einzutragen erreicht („Mostly harmless“), wurde für den fünften und letzten Teil der Bücherserie wieder aufgegriffen („Einmal Rupert und zurück (Mostly harmless)“).
- Der Name des Supercomputer im ersten Buch, Deep Thought (de. „tiefer Gedanke(ngang)“), diente als Namensgeber für den gleichnamigen Schachcomputer, der seit 1988 zahlreiche Schachmeister schlug.[6] Sein Nachfolger Deep Blue schlug 1996 als erster Schachcomputer konsistent den amtierenden Schachweltmeister Garri Kimowitsch Kasparow.[7][8] Dem zweiten Nachfolger Watson gelang es 2011 sogar, Menschen im weitaus komplexeren Spiel Jeopardy! zu übertrumpfen.[7][8]
- Der Babelfisch war auch Namensgeber für die automatische Übersetzungsplattform Babel Fish von Yahoo!.
- Paranoid Android ist eine Bezeichnung des Roboters Marvin, die Radiohead als Titel für ihren 1997 auf dem Album OK Computer veröffentlichten Song verwendeten.

## Ausgaben
- Originalausgabe: The Hitch Hiker’s Guide to the Galaxy Pan Books, 1980, ISBN 0-330-25864-8 (auch als: The Hitchhiker’s Guide to the Galaxy, und als: The Illustrated Hitchhiker’s Guide to the Galaxy, 1994).
- Deutsch: Per Anhalter durch die Galaxis. Übersetzt von Benjamin Schwarz. Rogner & Bernhard, 1981, ISBN 3-8077-0171-0. Auch als: Per Anhalter durch die Galaxis : Der Roman zum Film. Mit einem Nachwort von Robbie Stamp. Heyne, München 2005, ISBN 3-453-50016-4.
- Hörspiel: Per Anhalter ins All. Sprecher: Dieter Borsche, Klaus Löwitsch, Bernhard Minetti u. a. Übersetzt von Benjamin Schwarz. Regie: Ernst Wendt. Bayerischer Rundfunk. Der Hör-Verlag, München 1997, ISBN 3-89584-198-6.
- Hörbuch auf Audiokassette: Per Anhalter durch die Galaxis. 6 Teile. Klett, Stuttgart 1987/1988.
- Hörbuch: Per Anhalter durch die Galaxis : Vollständige Lesung. Gelesen von Christian Ulmen. Regie: Kai Lüftner. Übersetzt von Benjamin Schwarz. Der Hörverlag, München 2005, ISBN 3-8445-0562-8.

### Deutschsprachige Links
- Per Anhalter durch die Galaxis in der Online-Filmdatenbank (Fernsehserie)
- https://www.programmwechsel.de/per-anhalter-durch-die-galaxis/

### Englischsprachige Links
- Per Anhalter durch die Galaxis in der Internet Speculative Fiction Database (englisch)
- Per Anhalter durch die Galaxis bei IMDb (Fernsehserie der BBC)
- Webseite der BBC zur Fernsehserie
- h2g2, the earth edition of the hitchhiker’s guide to the galaxy
- Webbasierte Neuauflage des Textadventures bei der BBC
- Zitate im WAV-Format aus der Fernsehserie HHGTTG auf dailywav-dot-com
- Dokumentarfilm der BBC aus dem Jahr 2001 mit Interviews zu Entstehung und Hintergrund